# Monroe (Michigan)
Monroe ist eine Stadt im US-Bundesstaat Michigan. Die Bevölkerung betrug bei der Volkszählung 2020 20.462 Einwohner. Sie ist die Kreisstadt des Monroe County. Die Stadt grenzt im Süden an das Monroe Charta Township, aber beide Städte sind politisch nicht voneinander abhängig. Die Stadt liegt etwa 23 km nördlich von Toledo (Ohio) und 40 km südlich von Detroit. Das United States Census Bureau listet Monroe als Mittelzentrum in der Monroe-Metropolitan Area, die im Jahr 2009 eine Bevölkerung von 152.721 Einwohnern aufwies. Monroe selbst ist offiziell Teil der Detroit-Ann Arbor-Flint Combined Statistical Area. Monroe wird manchmal auch inoffiziell als nördlichster Teil der Toledo Metropolitan Area gezählt. 

## Geografie und Klima
Nach dem United States Census Bureau hat die Stadt eine Fläche von 26,1 km2, 23,4 km2 davon sind Land und 2,6 km2 davon sind wasserbedeckt. Monroe liegt am tiefsten Punkt des Bundesstaats Michigan am Ufer des Eriesees, das auf einer Höhe von 174 Meter über dem Meeresspiegel liegt. Die durchschnittliche Höhe der Stadt beträgt 182 Meter. Der Hafen von Monroe ist der einzige Hafen des Eriesees im Bundesstaat Michigan und der Sterling State Park ist der einzige von Michigan State Parks, der in der Nähe des Eriesee liegt. Die Flüsse Raisin und Sandy Creek fließen durch Monroe, sind jedoch nicht schiffbar.
Monroe liegt in der feuchten kontinentalen Klimazone. In Monroe fällt im Durchschnitt etwa 72,4 cm Schnee pro Jahr – der niedrigste durchschnittliche Schneefall der größeren Städte im Bundesstaat. Juli ist der wärmste Monat mit einer Durchschnittstemperatur von 29 °C und der Januar ist der kälteste Monat mit einer Durchschnittstemperatur von −9 °C; extrem hohe oder tiefe Temperaturen sind selten. Die niedrigste gemessene Temperatur betrug −29 °C am 5. Februar 1918, die höchste gemessene Temperatur betrug 41 °C am 24. Juli 1934.

## Geschichte
Das Gebiet wurde zunächst von Indianerstämmen, speziell den Potawatomi, im späten siebzehnten Jahrhundert besiedelt. Robert Cavelier de La Salle beanspruchte das Gebiet für Neufrankreich nach seiner Expedition im Jahr 1679 mit der Le Griffon. Im Jahr 1784 erhielt Francis Navarra ein Stück Land südlich des Flusses Raisin von den Potawatomi. Frenchtown wurde kurz darauf als dritte europäische Niederlassung im Bundesstaat gegründet. Etwa zur gleichen Zeit wurde das Sandy Creek Settlement nördlich von Frenchtown von Joseph Porlier Benec gegründet.
Das Gebiet war wegen seiner Nähe zu Detroit während des Krieges von 1812 von strategischer Bedeutung, insbesondere nachdem Detroit im August 1812 an die verfeindeten Briten fiel. Der Bereich der Frenchtown diente als Sprungbrett für die amerikanischen Streitkräfte für die Rückeroberung von Detroit, was zur verheerenden Schlacht bei Frenchtown im Januar 1813 führte.
Die amerikanischen Streitkräfte kampierten in der Region mit der Absicht, Detroit wieder zu erobern, als sie am 18. Januar auf britische und indianische Kräfte nahe dem Ufer des Flusses Raisin trafen. Ursprünglich kämpften die Amerikaner unter dem Kommando von James Winchester die britischen und indianischen Truppen nieder. Die Schlacht wurde später die erste Schlacht vom River Raisin genannt. Vier Tage später gerieten die Amerikaner an gleicher Stelle jedoch in einen Gegenangriff. Viele der Amerikaner waren aus den vorherigen Kämpfen verletzt, ihre Fluchtwege waren abgeschnitten. Die Briten, die unter von Henry Proctor kommandiert wurden, und ihre indianischen Verbündeten töteten fast 400 amerikanische Soldaten in der so genannten Schlacht von Frenchtown. Die überlebenden Amerikaner gerieten in Kriegsgefangenschaft, aber einige wurden später von indianischen Kräften beim so genannten Massaker vom River Raisin getötet. Heute beherbergt der Ort der Schlacht ein Besucherzentrum und den River Raisin National Battlefield Park.
Der Bereich von Frenchtown wurde zu Ehren von Präsident James Monroe, der das Michigan-Territorium im Jahre 1817 besuchte, in Monroe umbenannt. Im selben Jahr wurde die Stadt die Kreisstadt des neu geschaffenen Monroe County. 
Monroe ist als Ort bekannt, in der General George Armstrong Custer seine Kindheit verbrachte, wo er später Elizabeth Bacon kennenlernte und heiratete. Ihm zu Ehren wurde im Jahr 1910 durch Präsident William Howard Taft und der verwitweten Elisabeth Bacon ein Reiterstandbild von Custer eingeweiht, das jetzt an der Ecke Elm Street und Monroe Street steht. Custer ist Namensgeber von Straßen, verschiedenen historische Stätten, Gebäuden, Schulen und dem Custer Flughafen. Monroe wird auch die Heimat von General Custer genannt. 
Die Firma La-Z-Boy wurde in Monroe im Jahr 1927 gegründet, die auch noch heute ihren Hauptsitz in Monroe hat. Im Jahr 1974 wurde das Monroe-Kraftwerk gebaut, heute das viertgrößte mit Kohle befeuerte Kraftwerk in Nordamerika. Die beiden 245 Meter hohen Schornsteine sind noch aus einer Entfernung von über 40 Kilometern zu sehen und gehören zu den höchsten Bauwerken des Landes.

## Demografie
Laut der Volkszählung im Jahr 2010 lebten 20.733 Menschen in 8238 Haushalten und 5277 Familien in der Stadt. Die Bevölkerungsdichte betrug 890 Einwohner pro km². Es gab 9158 Wohneinheiten mit einer durchschnittlichen Dichte von 385,6 Wohneinheiten pro km². 
Es gab 8238 Haushalte, in denen in 31,5 % der Fälle Kinder unter 18 Jahren lebten, 41,7 % waren verheiratete, zusammenlebende Paare, 17,1 % hatten einen weiblichen Haushaltsvorstand ohne Ehemann und 35,9 % waren keine Familien. 30,6 % aller Haushalte waren Singlehaushalte und in 10,6 % lebten Menschen, die 65 Jahre oder älter waren. Die durchschnittliche Haushaltsgröße betrug 2,44 und die durchschnittliche Familiengröße 3,05.
26,2 % der Bevölkerung war unter 18 Jahre alt, 9,0 % war 18 bis 24 Jahre alt, 29,5 % war 25 bis 44 Jahre alt, 25,4 % war 45 bis 64 Jahre alt und 13,3 % war 65 Jahre oder älter. Das Durchschnittsalter betrug 36,3 Jahre. 53,0 % der Bevölkerung waren weiblich.
Laut der Volkszählung im Jahr 2000 betrug das jährliche Durchschnittseinkommen eines Haushalts in der Stadt 41810 USD, das Durchschnittseinkommen einer Familie betrug 51442 USD. Männer hatten ein Durchschnittseinkommen von 42881 USD, Frauen hatten eines von 25816 USD. Das Pro-Kopf-Einkommen der Stadt betrug 19948 USD. 9,0 % der Familien und 12,6 % der Bevölkerung lebten unterhalb der Armutsgrenze, davon 15,0 % unter 18 Jahren und 16,1 % waren 65 oder älter.

## Söhne und Töchter der Stadt
- Elisha P. Ferry (1825–1895), Politiker (Republikanische Partei)
- John C. Lehr (1878–1958), Politiker
- Otis Howard Green (1898–1978), Romanist und Hispanist
- Dutch Lauer (1898–1978), American-Football-Spieler
- Vern Sneider (1916–1981), Autor
- Christie Brinkley (* 1954), Fotomodell sowie eine Schauspielerin, Designerin und Aktivistin
- Tonya Kinzinger (* 1968), Schauspielerin
- Bronco McKart (* 1971), Profiboxer
- Michael Wayne Foster (* 1973), Schauspieler, Stuntman, Stunt Coordinator und Filmproduzent
- Jacob Sacks (* 1977), Jazzpianist
- James Ilgenfritz (* 1978), Jazz- und Improvisationsmusiker
- Carl Ford (* 1980), Footballspieler